# Sternatia
Sternatìa (Starnaìtta o semplicemente Χώρα, letteralmente "il paese", in grico, traslitterato Chóra) è un comune italiano di 2 086 abitanti della provincia di Lecce in Puglia.
Fa parte della Grecìa Salentina, isola linguistica del Salento in cui si parla un idioma di origine greca, il grico.

## Geografia fisica

### Territorio
Il territorio di Sternatia, che occupa una superficie di 16,51 km² nella parte mediana della penisola salentina, risulta compreso tra i 65 e i 101 metri sul livello del mare. L'abitato sorge in un avvallamento dal sottosuolo tufaceo a 75 m s.l.m.; è delimitato a est e a ovest dai lievi tratti delle serre salentine ("Serra di Martignano" e "Serra di Soleto e dei Litarà") caratterizzate da un aspro terreno con roccia affiorante e vegetazione sempreverde della macchia mediterranea. La zona a sud-ovest di Sternatia presenta invece distese di terre rosse mediterranee che ricoprono, seppur in sottile strato, la roccia sottostante.
Confina a nord con i comuni di San Donato di Lecce e Caprarica di Lecce, a est con il comune di Martignano, a sud-est con il comune di Zollino, a sud e a ovest con il comune di Soleto.
- Classificazione sismica: zona 4 (sismicità molto bassa), Ordinanza PCM n. 3274 del 20/03/2003

### Clima
Dal punto di vista meteorologico Sternatia rientra nel territorio del Salento orientale che presenta un clima mediterraneo, con inverni miti ed estati caldo umide. In base alle medie di riferimento, la temperatura media del mese più freddo, gennaio, si attesta attorno ai 0 °C, mentre quella del mese più caldo, agosto, si aggira sui +24,7 °C. Le precipitazioni, frequenti in autunno e in inverno, si attestano attorno ai 626 mm di pioggia/anno. La primavera e l'estate sono caratterizzate da lunghi periodi di siccità.
Facendo riferimento alla ventosità, i comuni del Salento orientale sono influenzati fortemente dal vento attraverso correnti fredde di origine balcanica, oppure calde di origine africana.
| Sternatia                  | Mesi | Mesi | Mesi | Mesi | Mesi | Mesi | Mesi | Mesi | Mesi | Mesi | Mesi | Mesi | Stagioni | Stagioni | Stagioni | Stagioni | Anno |
| Sternatia                  | Gen  | Feb  | Mar  | Apr  | Mag  | Giu  | Lug  | Ago  | Set  | Ott  | Nov  | Dic  | Inv      | Pri      | Est      | Aut      | Anno |
| -------------------------- | ---- | ---- | ---- | ---- | ---- | ---- | ---- | ---- | ---- | ---- | ---- | ---- | -------- | -------- | -------- | -------- | ---- |
| T. max. media (°C)         | 12,6 | 13,2 | 15,0 | 18,3 | 22,6 | 26,8 | 29,2 | 29,6 | 26,2 | 21,8 | 17,6 | 14,2 | 13,3     | 18,6     | 28,5     | 21,9     | 20,6 |
| T. min. media (°C)         | 5,6  | 5,8  | 7,2  | 9,5  | 13,1 | 17,0 | 19,5 | 19,9 | 17,3 | 13,7 | 9,9  | 7,1  | 6,2      | 9,9      | 18,8     | 13,6     | 12,1 |
| Precipitazioni (mm)        | 71   | 60   | 65   | 40   | 33   | 20   | 16   | 22   | 49   | 80   | 97   | 74   | 205      | 138      | 58       | 226      | 627  |
| Umidità relativa media (%) | 78,7 | 78,2 | 77,8 | 77,3 | 76,2 | 72,9 | 70,9 | 72,4 | 76,5 | 79,2 | 80,5 | 80,3 | 79,1     | 77,1     | 72,1     | 78,7     | 76,7 |

- Classificazione climatica di Sternatia:[8]
  - Zona climatica: C
  - Gradi giorno: 1197

## Origini del nome
L'unica ipotesi scientificamente accreditata sull'origine del nome del paese è quella del glottologo tedesco Gerhard Rohlfs, per il quale l'etimologia è da ricercare nella parola di origine greca "sterna" ossia cisterna, com'è dimostrato dalla presenza in loco di quattro grandi cisterne. Le altre ipotesi sono prescientifiche o di eruditi locali. Secondo le ipotesi di Luigi Tasselli, studioso vissuto nel XVII secolo, il toponimo deriverebbe dall'usanza che avevano le donne del luogo di piangere la perdita delle persone a loro care percuotendosi il petto (sterno): la fantasiosa ipotesi è smentita di per sé dal fatto che l'italiano sterno è una parola dotta. Il nome potrebbe derivare anche dalla forma bizantina medioevale "sterna dia chora" col significato di luogo dissodato, sterrato. Lo storico locale Giorgio Leonardo Filieri suggerisce invece "sterna-teia" (cisterna, fonte sacra), da scartare per motivi fonetici. Sternatia, uno dei capoluoghi della Grecìa Salentina, chiamato Starnaìtta, Starnaditta o Sternaítta nel dialetto greco salentino locale, è riportato come χῶρα Στερναδίκτης (traslitterato chôra Sternadíktis) in documenti medievali. Appellativo greco, dal quale si è sviluppato il nome grico Chóra, oggi maggiormente usato dagli abitanti del paese.

## Storia
Sebbene la frequentazione del territorio sia attestata fin dal neolitico, età a cui risalivano i menhir visibili a Sternatia fino ai primi decenni del Novecento, il primo insediamento è databile al periodo dell'Impero romano (III-V secolo d.C.). A quell'epoca risalgono le tracce di centuriazione del terreno e i rinvenimenti di frammenti ceramici in una zona esterna all'abitato denominata Tsukkalà (in grico "luogo di cocci"). Con la caduta dell'Impero romano d'Occidente, il Salento passò sotto il dominio bizantino fino all'arrivo dei Normanni nell'XI secolo. Sternatia divenne così uno dei centri principali dell'area ellenofona salentina; fu dotata di mura cittadine, furono costruiti un castello fortificato e torrioni di difesa. I Bizantini diffusero le loro leggi, le loro usanze e la loro lingua. Ancora oggi il grico, antico idioma di origine greca, viene parlato dai suoi abitanti. Allo sviluppo di Sternatia contribuì anche un importante centro di cultura gestito dai monaci basiliani, l'abbazia di San Zaccaria, sede di copiatura e riproduzione libraria del vastissimo patrimonio culturale greco.
Con la dominazione normanna, Tancredi d'Altavilla concesse nel 1192 il feudo a Berlinghiero Chiaramonte Maniace. Nel 1268 passò sotto il controllo di Enrico De Nocera, successivamente a Simone De Bellovedere e nel 1276 a Guglielmo di Pietravalle. Ebbe una certa importanza sotto gli Angioini i quali cedettero il feudo a Ugo Del Balzo nel 1301. A questi succedette il figlio Raimondo del Balzo che diede inizio nel 1334 alla costruzione delle prime mura (sebbene in passato ci fossero state le fortificazioni bizantine). Nel 1352 il casale di Sternatia entrò a far parte della contea di Soleto insieme a Zollino, Sogliano, Galatina e Cutrofiano seguendone le vicende fino al 1463, anno della morte di Giovanni Antonio Orsini Del Balzo.
Durante la Battaglia di Otranto fu il quartier generale delle milizie aragonesi al comando del duca di Calabria, futuro re di Napoli, Alfonso d'Aragona e delle truppe di Giulio Antonio Acquaviva, conte di Conversano. Nel 1481 dal castello di Sternatia partì la spedizione che liberò Otranto dall'assedio dei Turchi avvenuto nell'agosto dell'anno precedente. Dagli Acquaviva, che nel frattempo ottennero il riconoscimento di aggiungere al proprio nome l'appellativo "d'Aragona", il casale passò a Girolamo Personè nel 1593 e alla famiglia Cicala nel 1598. Dal 1733 al 1806, anno di soppressione della feudalità, Sternatia appartenne ai marchesi Granafei.
Nel 1808 a Sternatia fu aggregato il comune di Martignano che ne rimase una frazione fino al 1832.

### Simboli
Lo stemma e il gonfalone sono stati concessi con decreto del presidente della Repubblica del 27 aprile 1995.
Secondo lo storico Giacomo Arditi, lo stemma di Sternatia raffigura un dragone inserito in un mappamondo stilizzato a simboleggiare la forza ottenuta dall'unione di sette antiche masserie fortificate che, per potenziare la loro capacità di difesa, si unirono, dando vita ad un unico centro. Per altri autori sarebbe un basilisco. Secondo una ricerca fatta dall'Istituto Araldico nel 1984, lo stemma di Sternatia non sarebbe né un drago né un basilisco ma un cigno sormontato dalle lettere "STA".

Il gonfalone è un drappo di giallo.

## Monumenti e luoghi d'interesse

### Architetture religiose

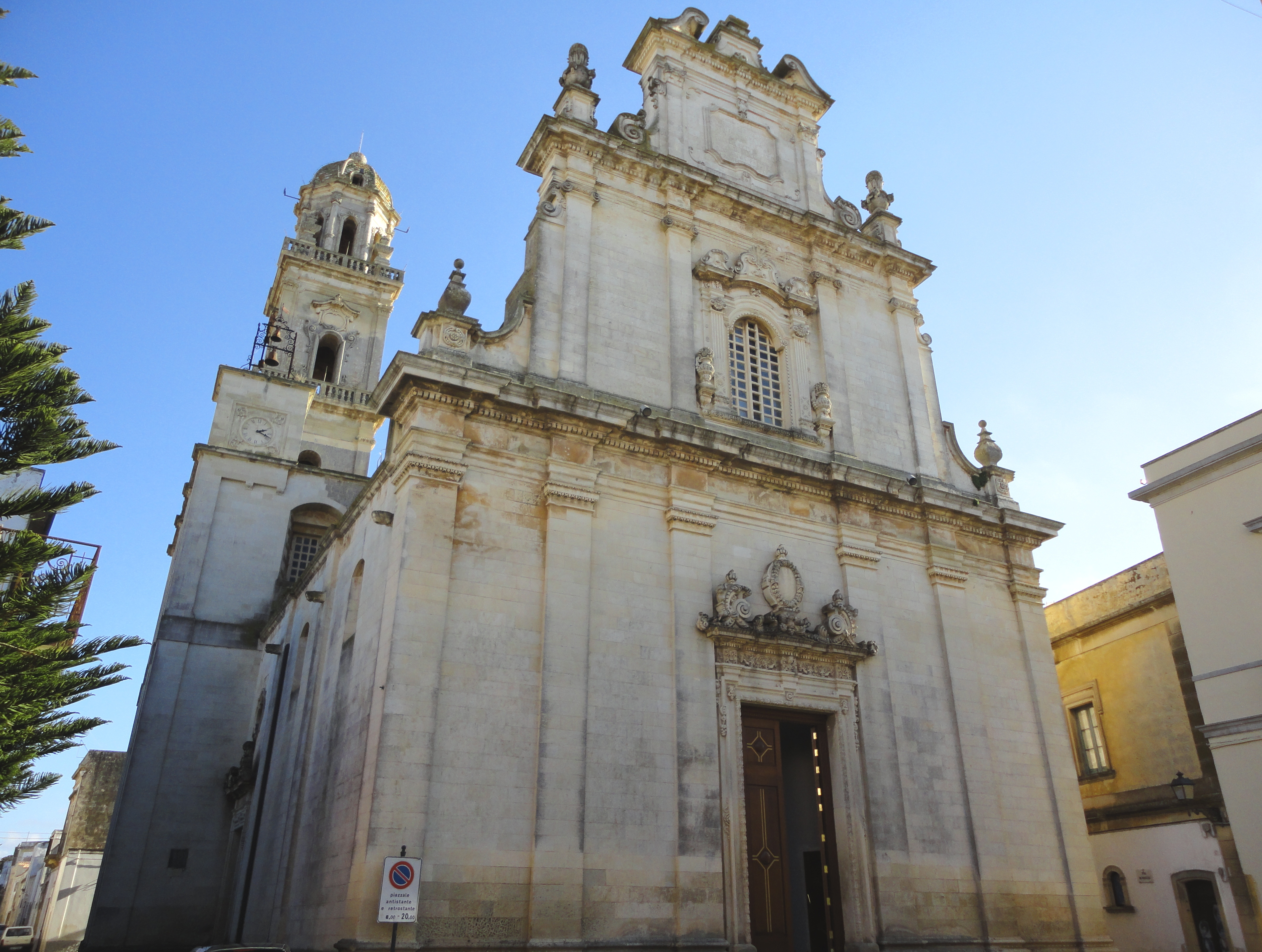
Chiesa di Maria SS. Assunta

- Chiesa Maria SS. Assunta, fu edificata agli inizi del XVIII secolo in sostituzione di una chiesa preesistente di dimensioni più piccole. La facciata si articola in due ordini e termina con un frontone, dal timpano spezzato, su cui è incisa un'iscrizione latina. L'ordine inferiore, nel quale si apre il portale d'ingresso posto in asse con la finestra centinata del secondo ordine, è scandito da sei lesene lisce, che si riducono a quattro nel piano superiore e a due nel coronamento. In posizione arretrata sorge il campanile, ultimato nel 1790 da Adriano Preite,[14] con le prime quattro sezioni a base quadrata e l'ultima a base ottagonale con cupola maiolocata. L'interno, a croce latina, è interamente affrescato con immagini delle virtù cardinali e teologali, della Santissima Trinità, degli arcangeli Michele, Gabriele e Raffaele e di scene tratte dai racconti biblici. Nella navata, posizionati nelle relative cappelle, si susseguono gli altari di Sant'Oronzo, di Sant'Antonio da Padova, dell'Annunciazione e di San Gaetano di Thiene. Nel transetto si sviluppano altri quattro altari, tutti realizzati dall'architetto Emanuele Orfano (1753-1842) di Alessano, dedicati a San Giorgio, alla Madonna del Carmine, alla Madonna di Costantinopoli e al Santissimo Sacramento. Nel presbiterio, oltre all'altare maggiore, è presente una cantoria con organo a canne del 1741 proveniente dalla chiesa dei Domenicani. Nella chiesa sono conservate tracce dell'antico edificio; rimangono alcuni resti di un affresco raffigurante la Madonna col Bambino, un blocco di pietra leccese su cui è ritratto il volto di Cristo e vari conci di reimpiego affrescati.[15][16]

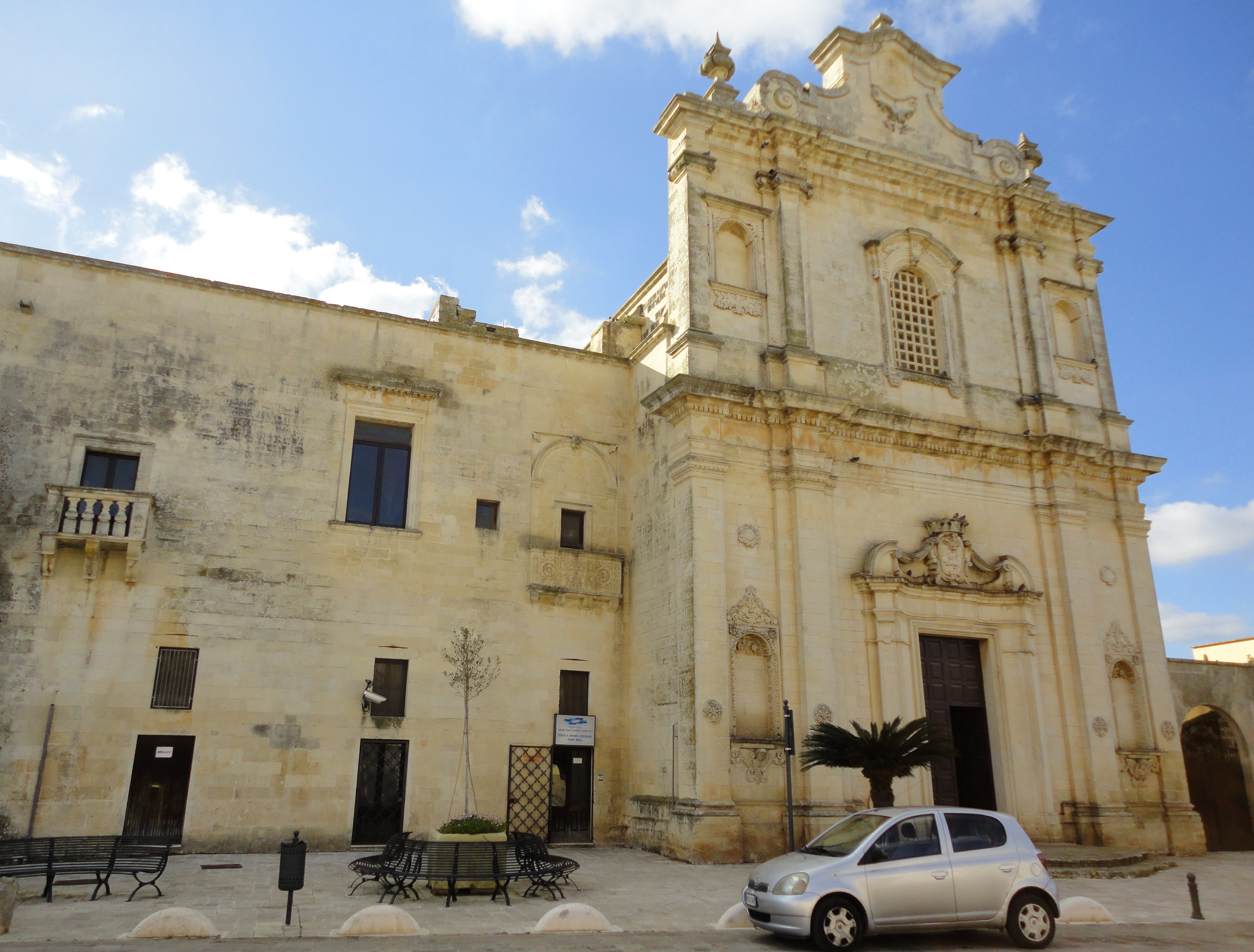
Chiesa dei Domenicani

- Convento e chiesa dei Domenicani, il complesso conventuale dei Domenicani fu fondato tra il 1491 e il 1513 ed è intitolato a Santa Maria di Tricase. L'attuale insediamento risale al 1709 quando fu ricostruito nel luogo attuale per volontà testamentaria del chierico Vito Antonio De Riccardis. Fu soppresso nel 1809 e la chiesa fu riaperta al culto nel 1834. Il convento, che si sviluppa attorno al chiostro quadrangolare, è attualmente sede municipale. Il prospetto è caratterizzato da un robusto portale recante l'arme dei De Riccardis e da balconi balaustrati. La chiesa, che rispecchia i canoni stilistici del barocco e del rococò, presenta una facciata a due ordini e termina con un frontone mistilineo. È scandita in tre zone da alte lesene; nella parte centrale si sviluppano il portale d'ingresso, sul cui architrave è posizionato lo stemma dei Domenicani posto fra due drappi, e la finestra centinata, mentre lateralmente si aprono quattro nicchie vuote. L'interno si sviluppa longitudinalmente ed è ad aula unica decorata con stucchi. Nella navata si aprono tre brevi cappelle per lato contenenti gli altari del Crocifisso, di San Tommaso d'Aquino, di San Domenico di Guzmán, della Madonna del Rosario, di San Vincenzo Ferreri e di San Pietro Martire. L'abside poligonale accoglie l'altare maggiore e alcune tele.

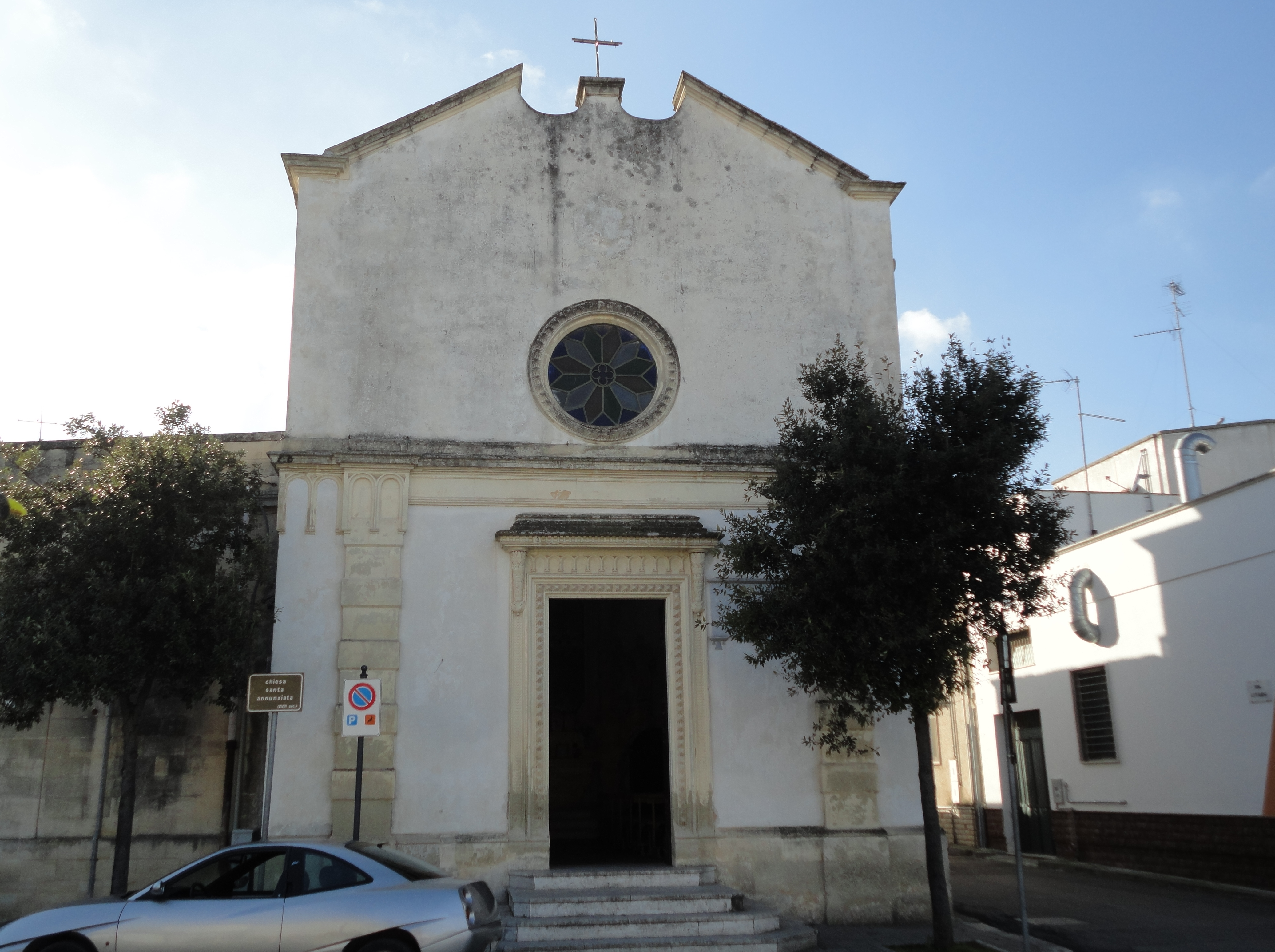
Chiesa di San Rocco

- Chiesa di San Rocco, risale al XVIII secolo e in passato sarebbe appartenuta ai Gesuiti, presenti a Sternatia sin dal XVI secolo. Questi erano infatti proprietari di una masseria che da loro prese il nome di Masseria Gesuini. Originariamente la chiesa era dedicata a San Lorenzo poi mutò il nome in Annunciazione della Beata Vergine, in seguito in San Rocco, e attualmente è conosciuta come Chiesa dei Caduti. La facciata, rifatta nel 1929, si compone di un semplice portale sormontato da un rosone centrale. L'interno, ad aula unica voltata a spigolo alla leccese, custodisce un pregevole altare settecentesco realizzato dallo scultore alessanese Emanuele Orfano. L'altare, in pietra leccese, presenta le statue di San Filippo Neri e di Sant'Ignazio di Loyola poste all'estremità; al centro è posizionata la tela di San Rocco, commissionata nel 1909 da Angelo Mastrolia al pittore Raffaele Maccagnani. Nelle arcate laterali dell'aula e sui pilastri sono addossate le lapidi marmoree con le incisioni dei nomi dei caduti sternatesi.[17]

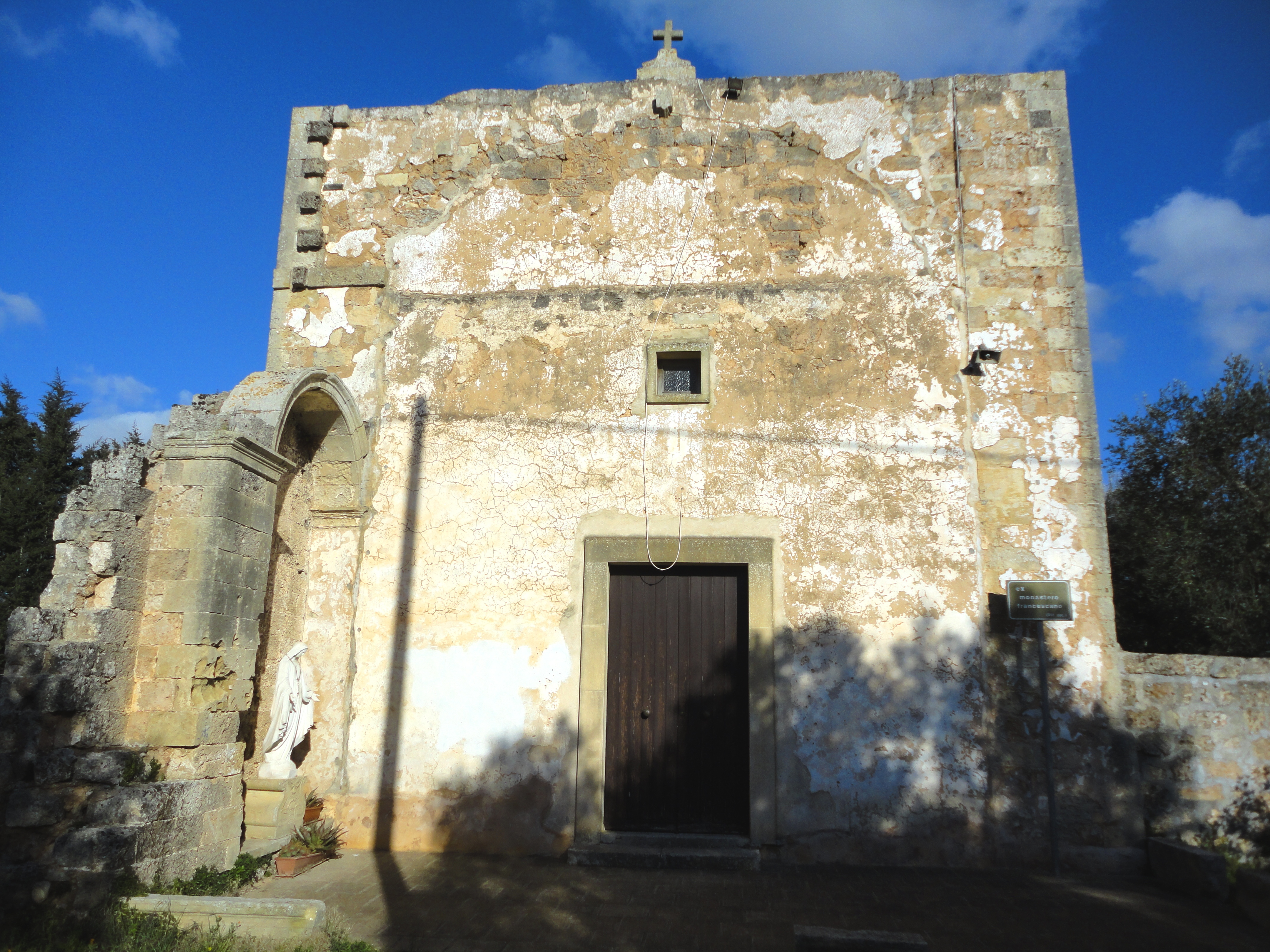
Chiesa di Santa Maria degli Angeli

- Chiesa di Santa Maria degli Angeli, fu costruita nel XVI secolo ed era annessa al convento dei Francescani, oggi distrutto. È ubicata nelle campagne a nord del paese e manca di una campata, della quale resta solo l'arcata dell'altare a sinistra, abbattuta per l'ampliamento della carreggiata stradale. L'esterno, privo di elementi architettonici, mostra i segni della demolizione subita. L'interno, a navata unica con volta a botte lunettata, è scandita da due arcate per lato e termina nella zona presbiteriale che conserva la statua della Madonna degli Angeli. Le pareti dell'edificio sono interessate da antichi affreschi; fra questi si distingue un'immagine della Vergine, ritenuta miracolosa già nel XVII secolo[18]. Sulla volta della navata è riprodotto lo stemma dell'ordine francescano.[16]

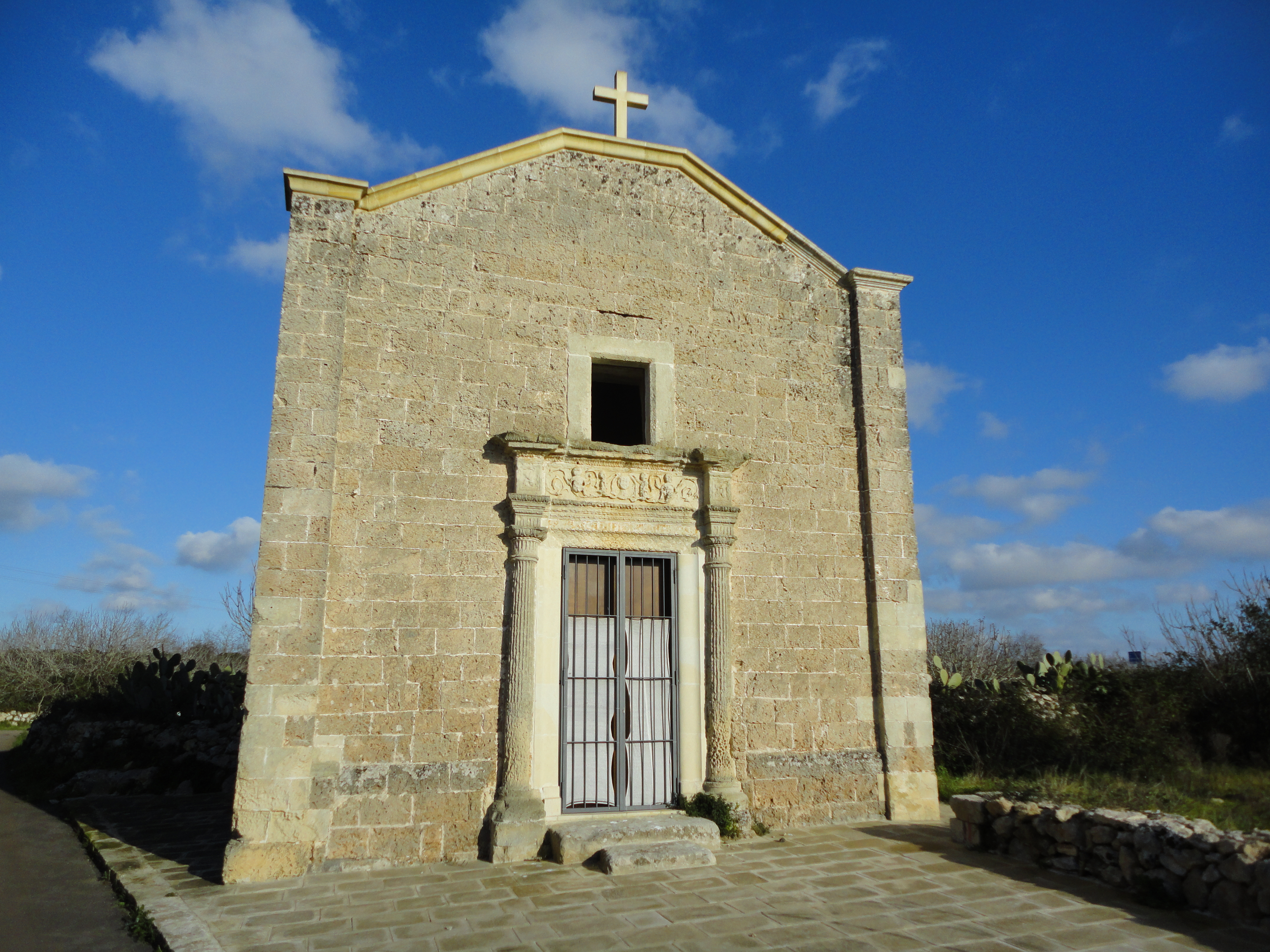
Chiesa Madonna dei Farauli

- Chiesa della Madonna dei Farauli, risale ai primi decenni del Cinquecento. L'attuale dedicazione è da attribuire al nome della contrada in cui sorge; originariamente era dedicata a Santa Maria della Neve così come riportato in alcune visite pastorali. La facciata, inquadrata fra due paraste, presenta un portale rinascimentale sul cui architrave rimangono i resti di un'iscrizione greca. Sulle pareti laterali esterne sono incise numerose croci. L'interno, ad aula unica voltata a botte, è caratterizzato da due altari laterali e da un altare frontale composto da una nicchia a conchiglia nella quale è raffigurata la Vergine col Bambino. Resti di affreschi sono distribuiti su tutta la superficie interna.[16]

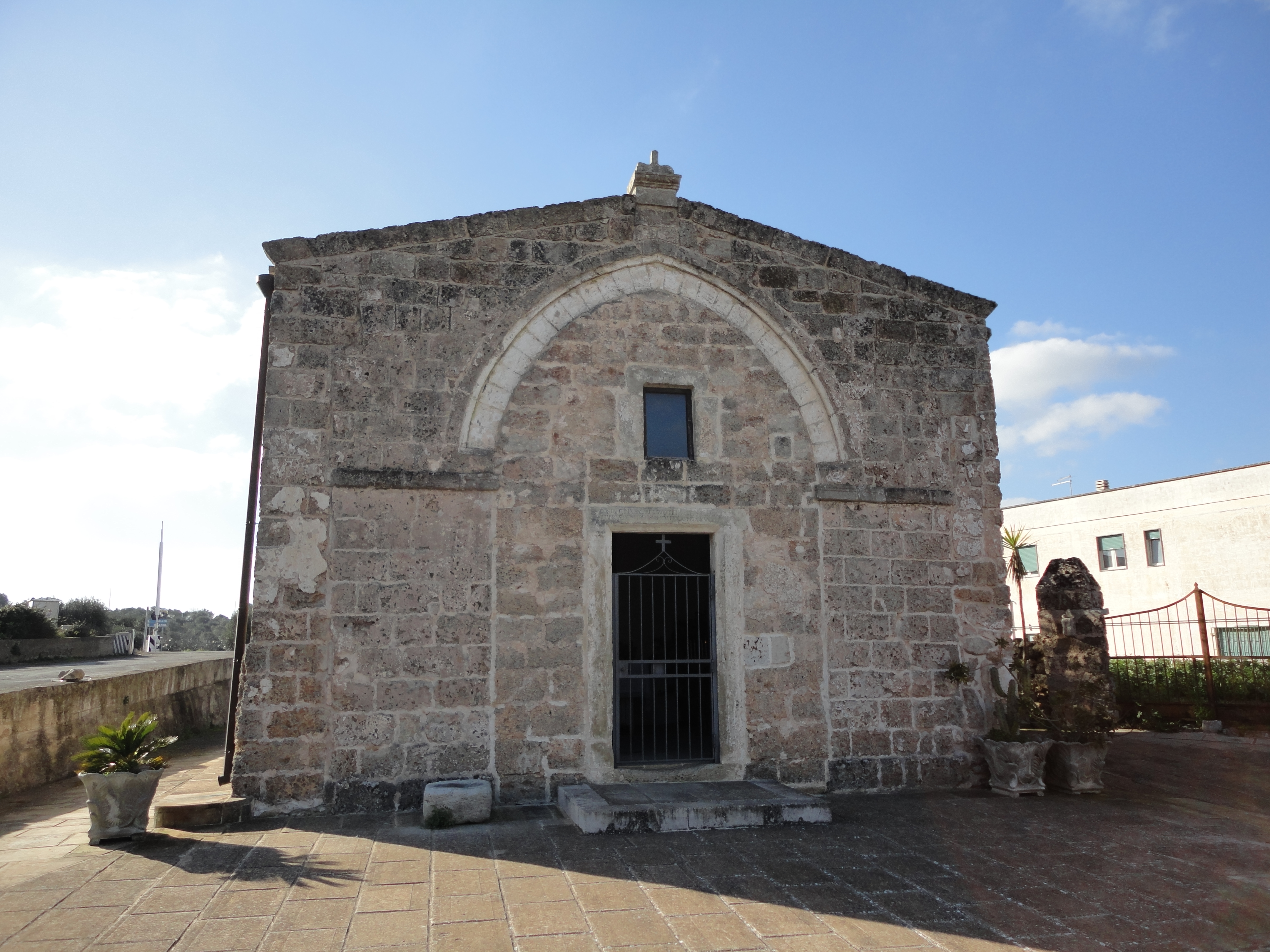
Cappella di San Vito

- Cappella di San Vito, di origine medievale, fu ristrutturata nel XVII secolo. L'esterno conserva ancora tracce dell'antica struttura, come l'arco a sesto acuto inserito nella facciata a capanna. Sull'architrave della porta d'ingresso è incisa una dedica in latino. L'interno è costituito da un'unica aula quadrangolare con volta a spigolo. Sulla parete di fondo, nella quale è stata ricavata una porta, è visibile l'affresco di San Vito Martire. È presente una statua del Santo in cartapesta di recente fattura.

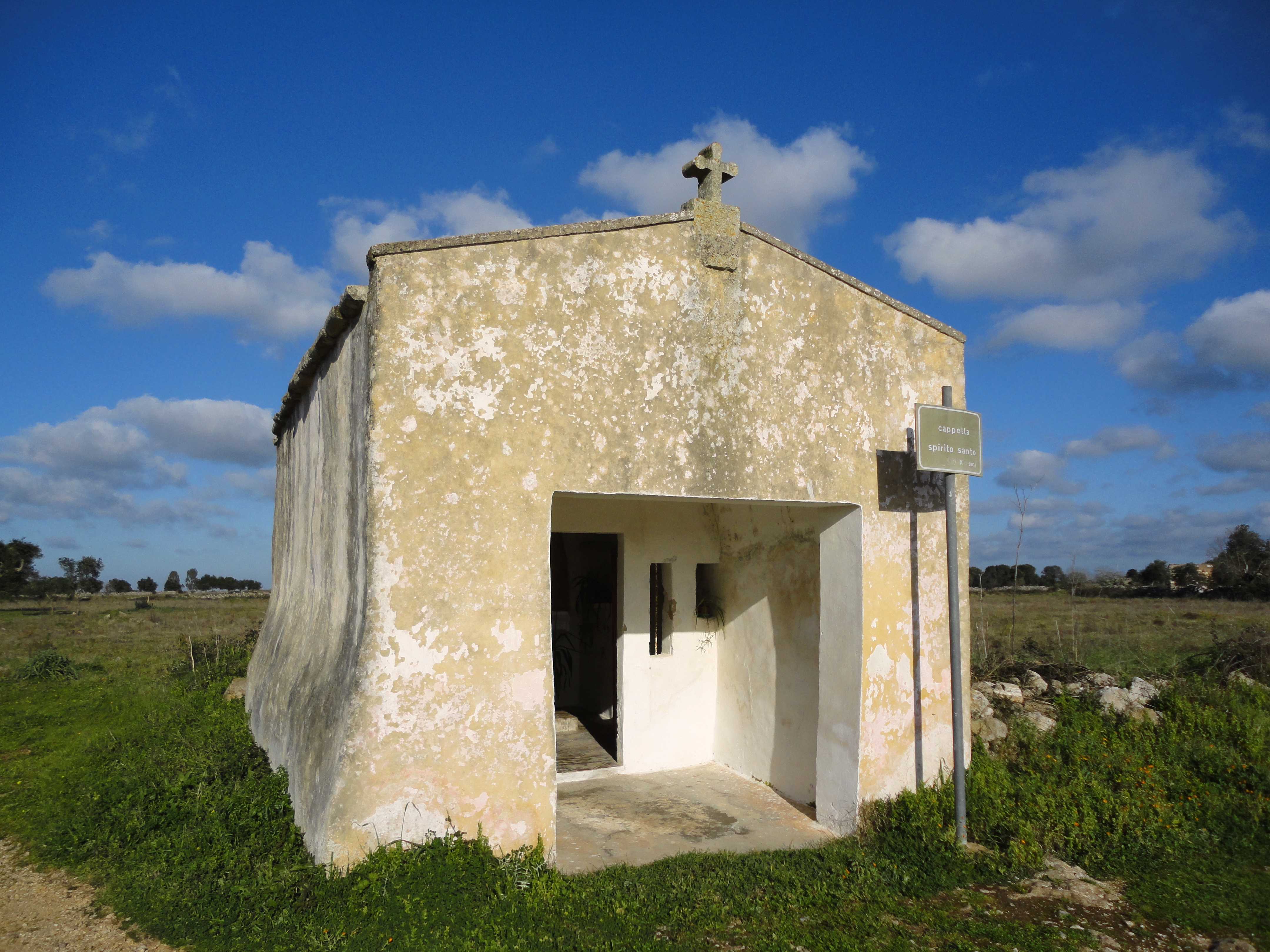
Cappella dello Spirito Santo

- Cappella dello Spirito Santo, è una piccola costruzione rurale di origine bizantina edificata tra il IX e l'XI secolo. Esternamente si presenta con una grande apertura che immette in un primo vano, dal quale si accede nel piccolo ambiente interno con volta a botte. Sull'altare, costituito da una mensa poggiante su due piedritti, è conservato un antico affresco raffigurante la Santissima Trinità fra due figure angeliche.
- Cappella della Vergine delle Grazie, è una cappella di modestissime dimensioni. La semplice facciata con coronamento a capanna, composta da un portale sovrastato da un'apertura circolare, reca incisa la data 1849, riferibile a interventi di restauro. L'interno, voltato a botte, accoglie un piccolo altare sul quale è presente una cornice in pietra leccese recante un quadro ligneo raffigurante la Madonna col Bambino. Il quadro, realizzato nel 2004, sostituisce l'originario dipinto murario.
- Cripta di San Sebastiano, interamente scavata nella roccia calcarea, è un insediamento basiliano risalente all'XI secolo. Presenta una pianta rettangolare divisa in due navate da un pilastro centrale sul quale è raffigurata l'immagine di San Sebastiano con un'iscrizione votiva in greco. L'affresco raffigura un giovane vestito con un panno bianco che gli ricopre solo il ventre, con le mani legate dietro la schiena e il corpo dilaniato da frecce. Vi sono tre altari orientati a est e lungo tutto il perimetro corre un gradino-sedile. Sulle pareti sono visibili tracce di altri affreschi di cui si riconosce un'Annunciazione accompagnata da un'epigrafe greca datata 1509-1510, un San Francesco e ancora un San Sebastiano con epigrafe riportante la data 1114-1115. L'accesso è sul lato occidentale ma originariamente era situato nel lato nord, poi murato con la costruzione dell'edificio che lo affianca. Nel 1608 era ancora aperta al pubblico e officiata.[19][20][21]
- Cripta di San Pietro, annessa alla masseria Caraffa, è ricavata nel terreno tufaceo e dalle decorazioni pittoriche presenti può essere datata tra il XII e il XIII secolo. È composta da due ambienti rettangolari (naos[22] e bema[23]) separati da una parete iconostatica e comunicanti attraverso un arco monolitico decorato con motivi vegetali. Nel presbiterio è collocato un altare di forma trapezoidale e a sinistra dell'altare stesso si aprono due piccoli vani absidati con funzione di pastoforia. L'accesso alla cripta, consentito da una breve scala in pietra, è a ovest secondo i canoni bizantini. La decorazione parietale è costituita dall'originario ciclo pittorico, di difficile lettura, e da affreschi di fattura settecentesca, tra i quali si distingue l'immagine di San Pietro che dà il nome all'ipogeo.[24][25]

### Architetture civili

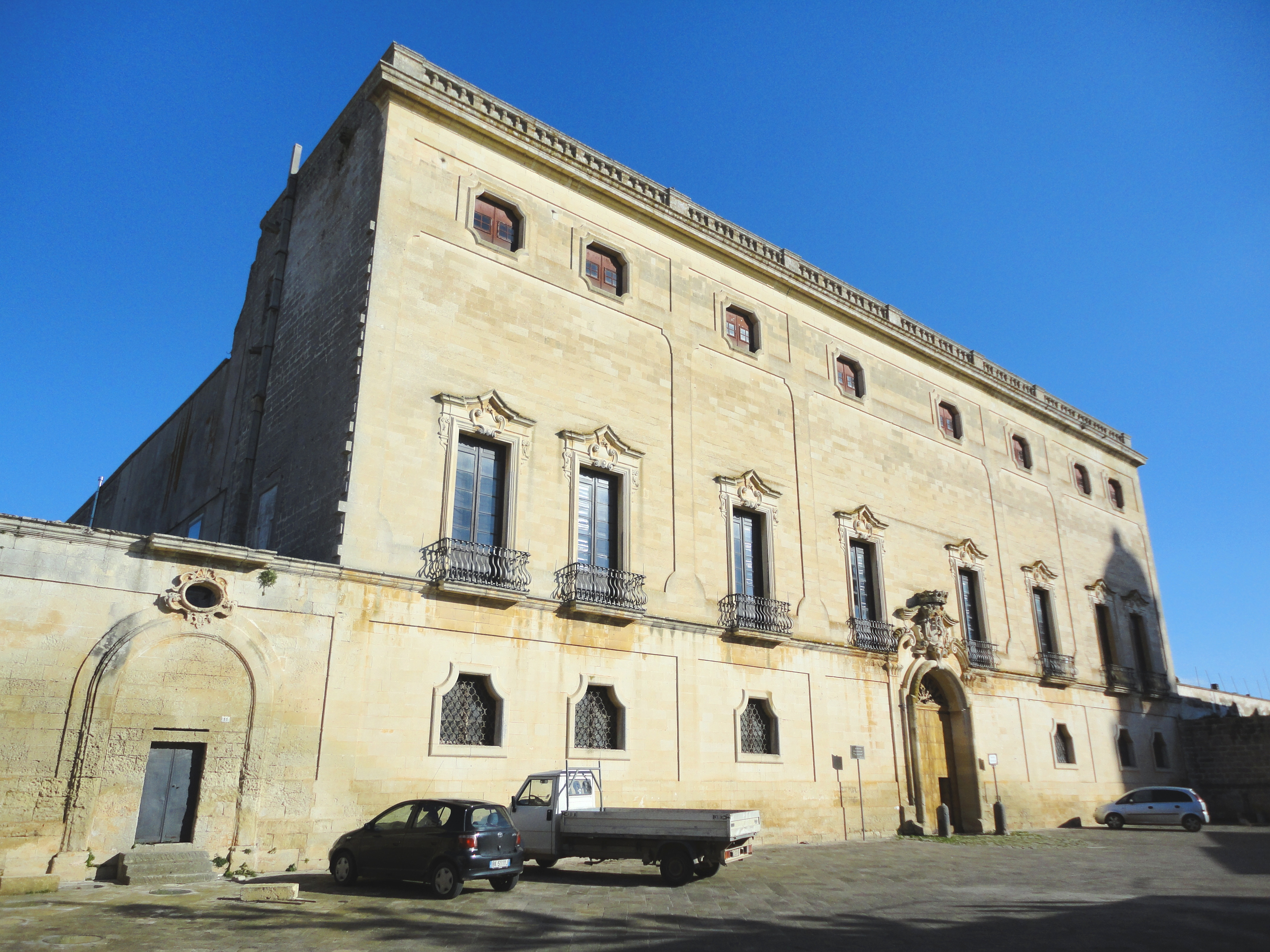
Palazzo Granafei

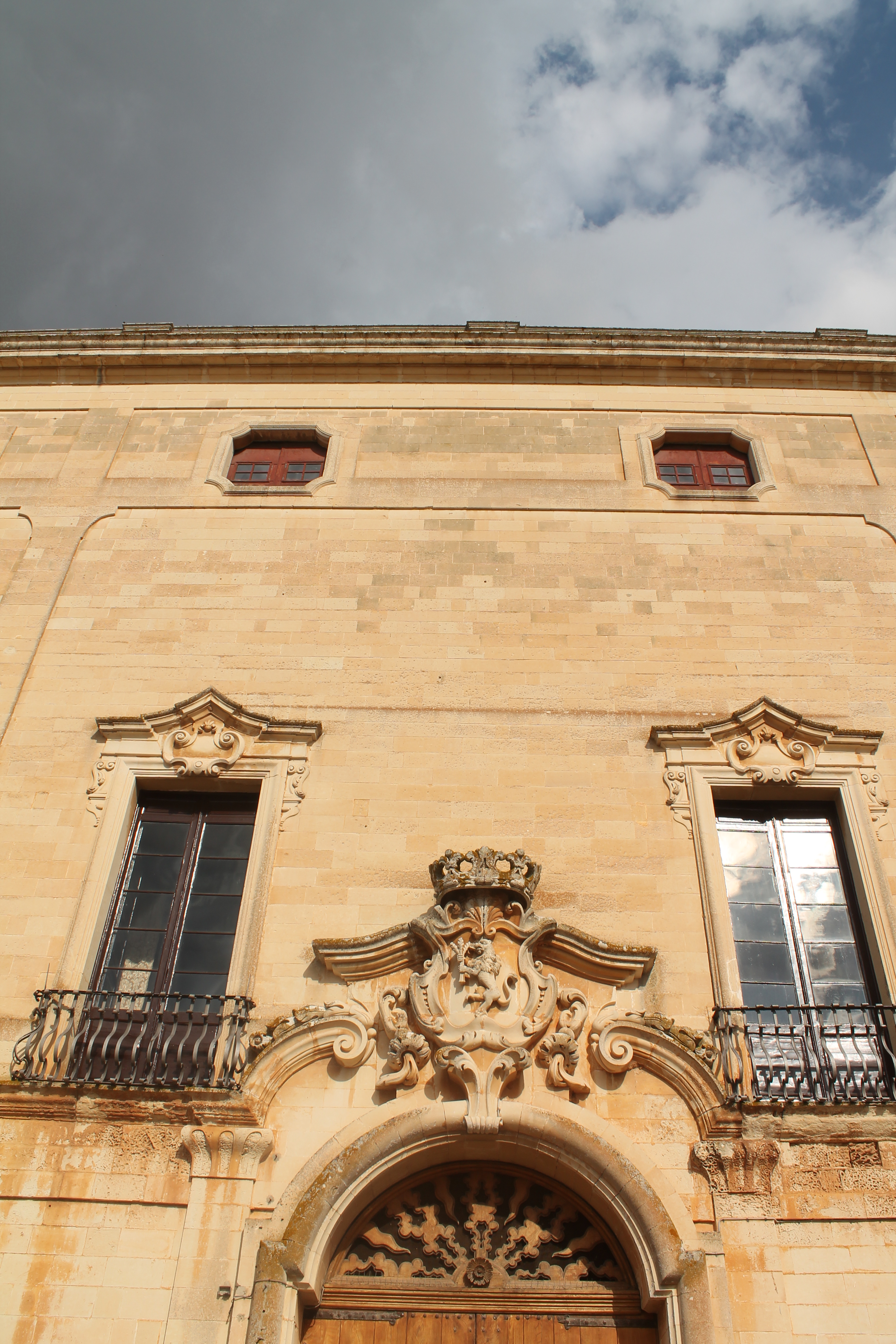
Portone Palazzo Granafei

- Palazzo Granafei, è la residenza baronale dell'omonima famiglia che ebbe in feudo Sternatia dal 1733. La sua costruzione è attribuita all'architetto leccese Mauro Manieri prima del 1743 e fu realizzato seguendo lo stile del barocco salentino. Sorge al posto di un precedente castello bizantino e poi aragonese, di cui sono visibili i resti in un portone con arco durazzesco di un'abitazione privata.
La facciata nobiliare dell'edificio è caratterizzata da un elaborato portale d'ingresso, sormontato dallo stemma della famiglia Granafei, e da una lunga balaustra di coronamento che interessa tutto il prospetto. Il lato posteriore del complesso presenta una forma austera, priva di qualsiasi elemento decorativo, e si distingue per il basamento scarpato. Il palazzo è strutturato in tre livelli distribuiti attorno a una corte interna. Gli ambienti comprendono le stanze residenziali, i magazzini, alcuni locali adibiti a Corte di Giustizia e carceri. Il primo piano è decorato con affreschi rococò di scene mitologiche e di divinità, opera di artisti salentini tra cui Serafino Elmo. Tra le opere d'arte conservate è rilevante una tela seicentesca di Cesare Fracanzano.[26]

#### Masserie
- Masseria Carrare
- Masseria Chiccorizzo[27]
- Masseria Gesuini

### Architetture militari

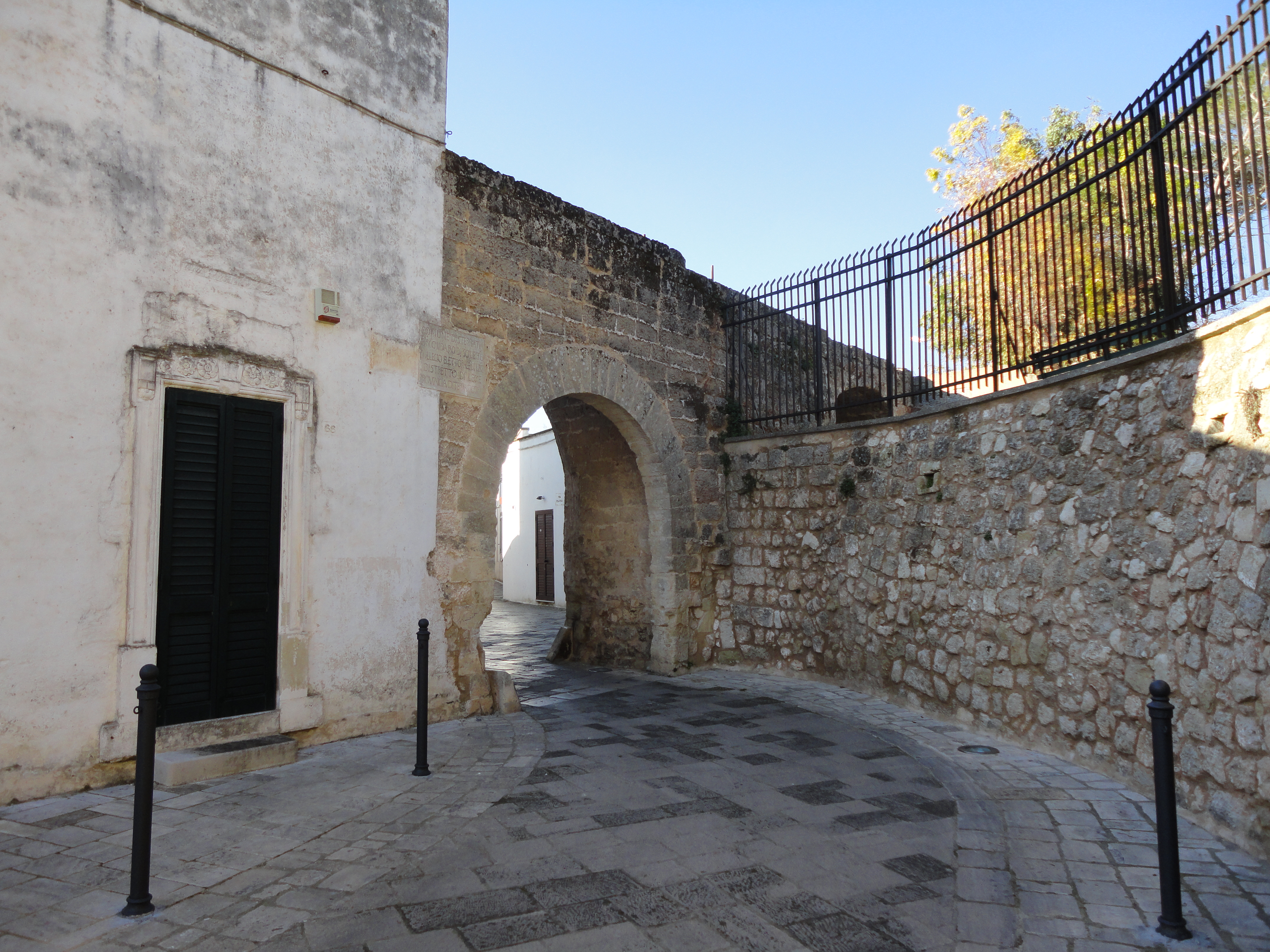
Porta Filìa

- Porta Filìa, (porta dell'amicizia, della pace), insieme al tratto di mura a essa adiacente, è l'ultima parte superstite della cinta muraria cinquecentesca. Le mura furono costruite nel 1540 dall'architetto militare Evangelista Menga e nel 1566 dai maestri Andriolo e Stefano da Putignano.[28] Le mura erano provviste di quattro porte d'accesso: Porta di Lecce, Porta a Est, Portaggio dell'Apano e Porta Filìa.[29] La porta è larga tre metri e presenta un arco a tutto sesto. Nei pressi è collocato l'omonimo frantoio ipogeo della metà del XV secolo.[30]

### Altro
- Centro storico[31]

## Società

### Evoluzione demografica
Abitanti censiti

### Etnie e minoranze straniere
Al 31 dicembre 2017 a Sternatia risultano residenti 21 cittadini stranieri.

Dislocazione dei comuni della Grecìa Salentina

### Lingue e dialetti
A Sternatia, comune della Grecìa Salentina, oltre al dialetto salentino (nella sua variante centrale), si parla il grico. Il grecanico o grico è un dialetto (o gruppo di dialetti) di tipo neo-greco residuato probabilmente di una più ampia e continua area linguistica ellenofona esistita anticamente nella parte costiera della Magna Grecia. I greci odierni chiamano la lingua Katoitaliótika (Greco: Κατωιταλιώτικα, "Italiano meridionale"). La lingua, scritta in caratteri latini, presenta punti in comune con il neogreco e nel frattempo vocaboli che sono frutto di evidenti influenze leccesi o comunque neolatine. Da una rilevazione titolata "Stato della grecità linguistica nell'isola neogreca di Terra d'Otranto" effettuata tra l'aprile e il novembre 1964 da B. Spano, Sternatia risulta essere il comune della Grecìa salentina con il più alto numero di parlanti del grico, cioè il 74,9% del totale degli abitanti. Ancora oggi a Sternatia il grico è generalmente usato, o anche solo compreso, tra la fascia d'età che va dai trent'anni in su.

## Cultura

### Istruzione

#### Biblioteche
- Biblioteca Comunale

#### Scuole
Nel comune di Sternatia hanno sede una scuola dell'infanzia, una scuola primaria e una scuola secondaria di I grado appartenenti all'Istituto Comprensivo Statale di Soleto-Zollino-Sternatia.

#### Eventi
- Canti di Passione - periodo quaresimale[36]
- Fiera 'Mpessima o delle Mule - seconda domenica di Quaresima
- Fiera 'Mpessima o delle Croci Coperte - quinta domenica di Quaresima
- Festa della Pizzica - dal 4 al 6 agosto
- Tappa della Notte della Taranta - agosto
- Festa di San Rocco - 16 agosto
- Festa di San Giorgio - 22 agosto
- La Torta in Cielo: Notte Bianca dei Bambini - primi di settembre
- Fòcara di Santa Lucia: accensione del falò - 13 dicembre
- Presepe vivente - periodo natalizio

## Economia
L'economia di Sternatia, principalmente improntata sull'agricoltura con una buona produzione di olio extra vergine d'oliva e sull'allevamento, ha conosciuto negli ultimi decenni il potenziarsi del settore terziario legato alla gastronomia e allo sviluppo del turismo. Altra voce caratterizzante il territorio sternatese è la presenza di cave estrattive.

## Infrastrutture e trasporti

### Strade
I collegamenti stradali che interessano il comune sono:
- Strada statale 16 Adriatica;
- Ex Strada statale 664 Mediana del Salento ora Strada provinciale 367;
- Strada Provinciale 30, Sternatia-Martignano;
- Strada Provinciale 31, Sternatia-Soleto;
- Strada Provinciale 32, Sternatia-Galugnano;
- Strada Provinciale 137, Sternatia-San Donato di Lecce.

### Ferrovie
Sternatia è servita dall'omonima stazione ferroviaria posta sulla linea Lecce-Gallipoli gestita dalle Ferrovie del Sud Est.

## Amministrazione
Di seguito è presentata una tabella relativa alle amministrazioni che si sono succedute in questo comune.
| Periodo        | Periodo        | Primo cittadino        | Partito                            | Carica  | Note   |
| -------------- | -------------- | ---------------------- | ---------------------------------- | ------- | ------ |
| 6 giugno 1985  | 21 giugno 1990 | Giorgio Tarantino      | Partito Socialista Italiano        | Sindaco | [ 37 ] |
| 21 giugno 1990 | 24 aprile 1995 | Leonardo Mastrolia     | Democrazia Cristiana               | Sindaco | [ 37 ] |
| 24 aprile 1995 | 14 giugno 1999 | Massimo Manera         | Partito Democratico della Sinistra | Sindaco | [ 37 ] |
| 15 giugno 1999 | 14 giugno 2004 | Massimo Manera         | centro-sinistra                    | Sindaco | [ 37 ] |
| 15 giugno 2004 | 8 giugno 2009  | Patrizia Villani       | lista civica                       | Sindaco | [ 37 ] |
| 8 giugno 2009  | 26 maggio 2014 | Pantaleo Antonio Conte | lista civica                       | Sindaco | [ 37 ] |
| 26 maggio 2014 | in carica      | Massimo Manera         | lista civica Io scelgo Sternatia   | Sindaco | [ 37 ] |